# Verseny utca
Verseny utca est une rue de Budapest, située dans les quartiers d'Erzsébetváros (7e arrondissement) et de Kerepesdűlő (8e arrondissement).